# Viken

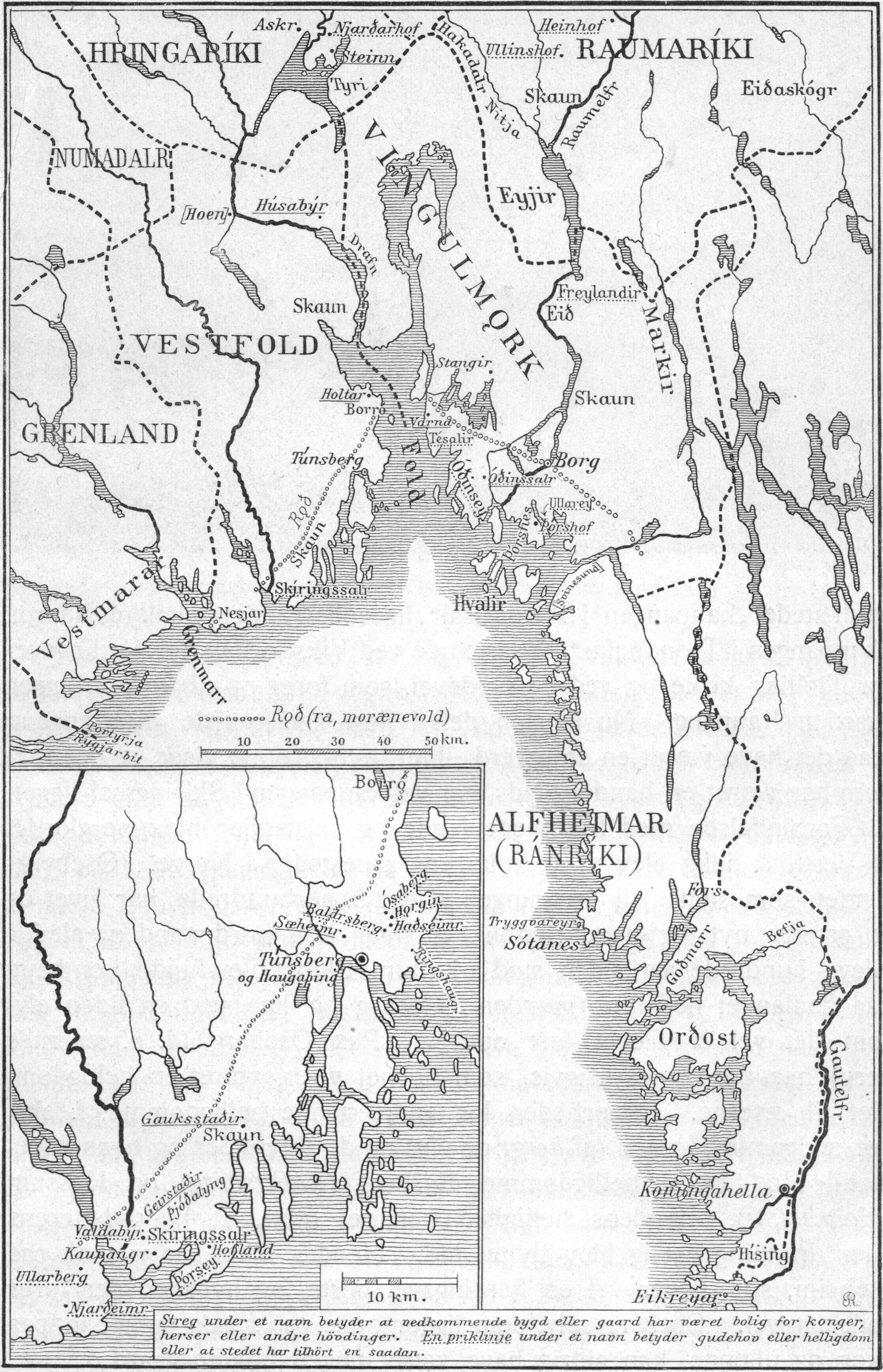
Mapa de Viken na Idade Média, da autoria de Ivar Refsdal

Viken (em nórdico antigo: Vík ou Víkin) ou Vica (em latim: Vika ou Vica) é um distrito histórico ao redor do Fiorde de Oslo no sudeste da Noruega. O centro cultural está em Oslo, mas antigamente a capital da região era Borre. Engloba as províncias históricas norueguesas de Folde Ocidental, Folde Oriental, Ranrícia, Vingulmarca e a província histórica sueca de Bohuslän. Durante a Idade Média, esta área era pesadamente fortificada e esteve várias vezes sob a hegemonia da Dinamarca.
Alguns afirmam que a palavra viking é derivada deste local, significando "uma pessoa de Viken". Segundo esta teoria, originalmente a palavra viking simplesmente descrevia as pessoas desta área, e que somente nos últimos séculos foi adotada em um sentido mais amplo pelos escandinavos medievais em geral.